# An der Untertrave 96

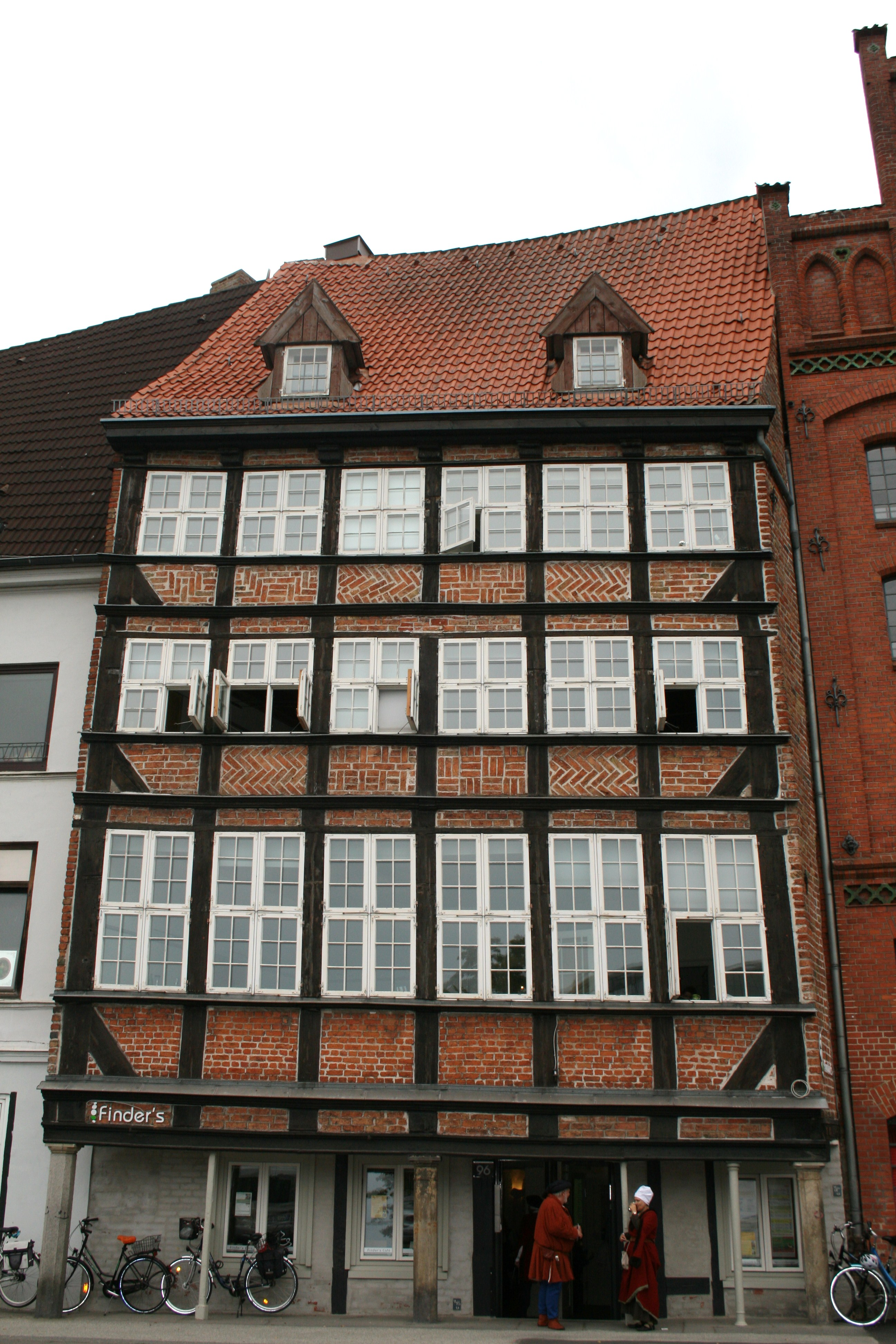
An der Untertrave 96

Das Etagenmietshaus An der Untertrave 96 wurde 1569 als traufständiges Fachwerklaubenhaus der Renaissance mit Mietwohnungen für den gehobenen Komfort von Kaufleuten errichtet.

## Grundstück

Niederwaage

Das Grundstück in direkter Lage am damaligen Lübecker Hafenmarkt zwischen der Mengstraße und der Alfstraße wurde erstmals 1307 als bebaut erwähnt. Es lag damals direkt gegenüber der am Ufer der Trave befindlichen Niederstadtwaage, die bereits seit 1262 nachgewiesen ist. Das Grundstück An der Untertrave 96 war rückwärtig seit 1376 bis zu deren Verkauf 1559 mit den Hausgrundstücken Mengstraße 39 und 41 eigentumsrechtlich verbunden. Das nach Verkauf verbliebene Flurstück An der Untertrave ist etwa 9,5 m breit, die Tiefe des Hanggrundstücks auf einem der Ausläufer des Lübecker Sanders zur Trave hin variiert zwischen ca. 4,5 m an der südlichen Brandmauer und ca. 7,5 m an der nördlichen Brandmauer. Die gegenüberliegende Niederstadtwaage wurde 1548 im Stil der Niederländischen Renaissance als repräsentatives Bauwerk neu errichtet, brannte jedoch bereits 1566 wieder ab. Es wird vermutet, dass der Neubau des Hauses An der Untertrave 96 mit dem Brand der Niederstadtwaage in Zusammenhang gesehen werden muss, möglicherweise wurde der Vorgängerbau durch das große Feuer in unmittelbarer Nähe mit beschädigt oder zerstört.

## Gebäude
Das viergeschossige Fachwerkhaus stellt eine Besonderheit in Lübeck dar. Im Erdgeschoss befand sich ein großer Lagerraum, dessen hinterer Teil eingewölbt und mit kostbarem Gotländer Granit gepflastert ist. Die Obergeschosse kragen über und sind auf Sandsteinpfeiler abgestützt, so dass eine Art Laubengang entsteht. Jedes Geschoss beinhaltet eine gleichartige Wohnung, wobei die unterste Wohnung die größte Deckenhöhe und eine etwas kostbarere Ausstattung (Kassetten- statt Balkendecke) erhielt. Ursprünglich waren die einzelnen Geschosse durch eine Wendeltreppe verbunden, von der nur noch Reste erhalten sind.
1981–84 wurde das Gebäude saniert und dabei bauhistorisch untersucht. Heute wird es für Veranstaltungen genutzt.

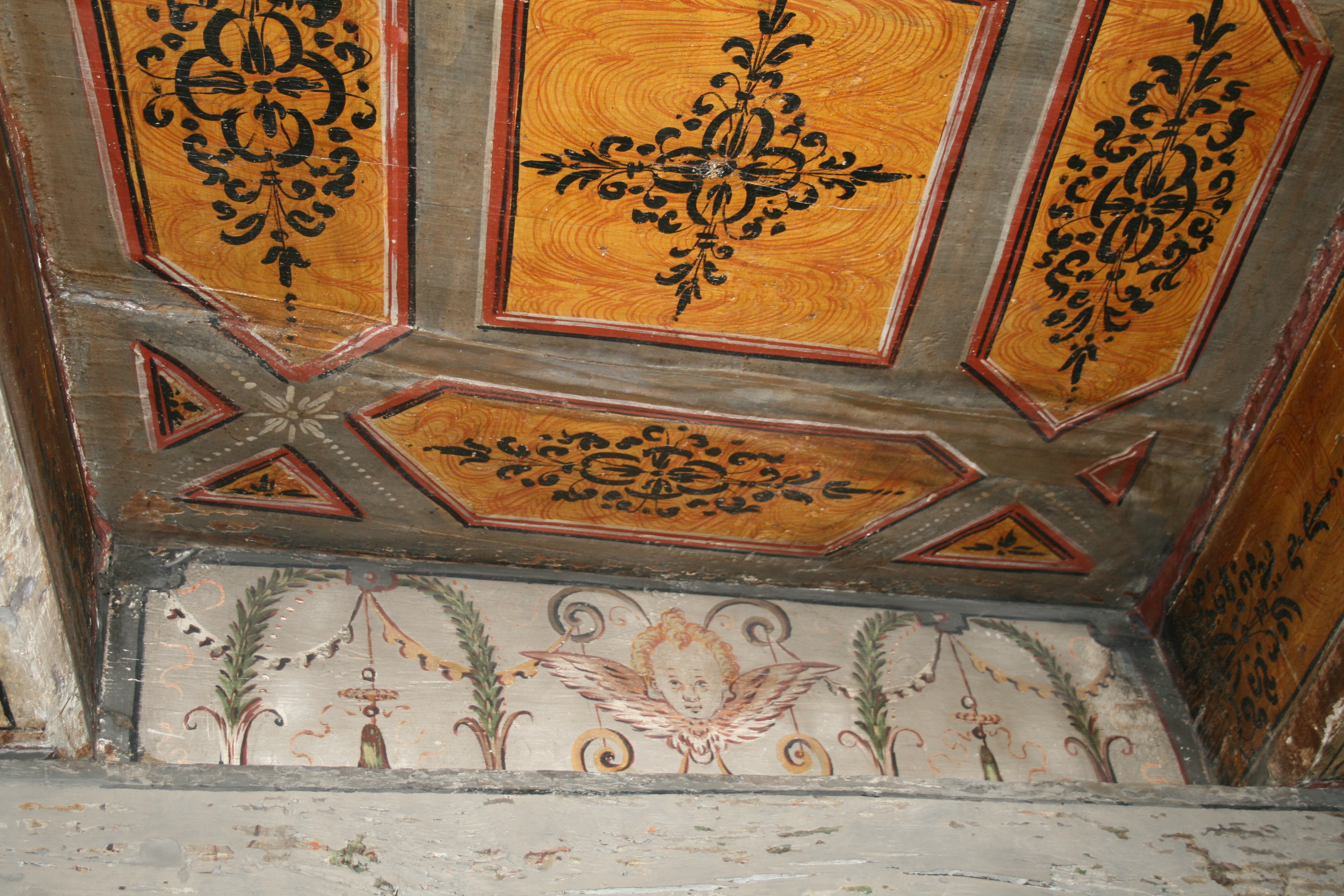
Deckenausmalung von 1606 im 2. Obergeschoss

## Innenausstattung

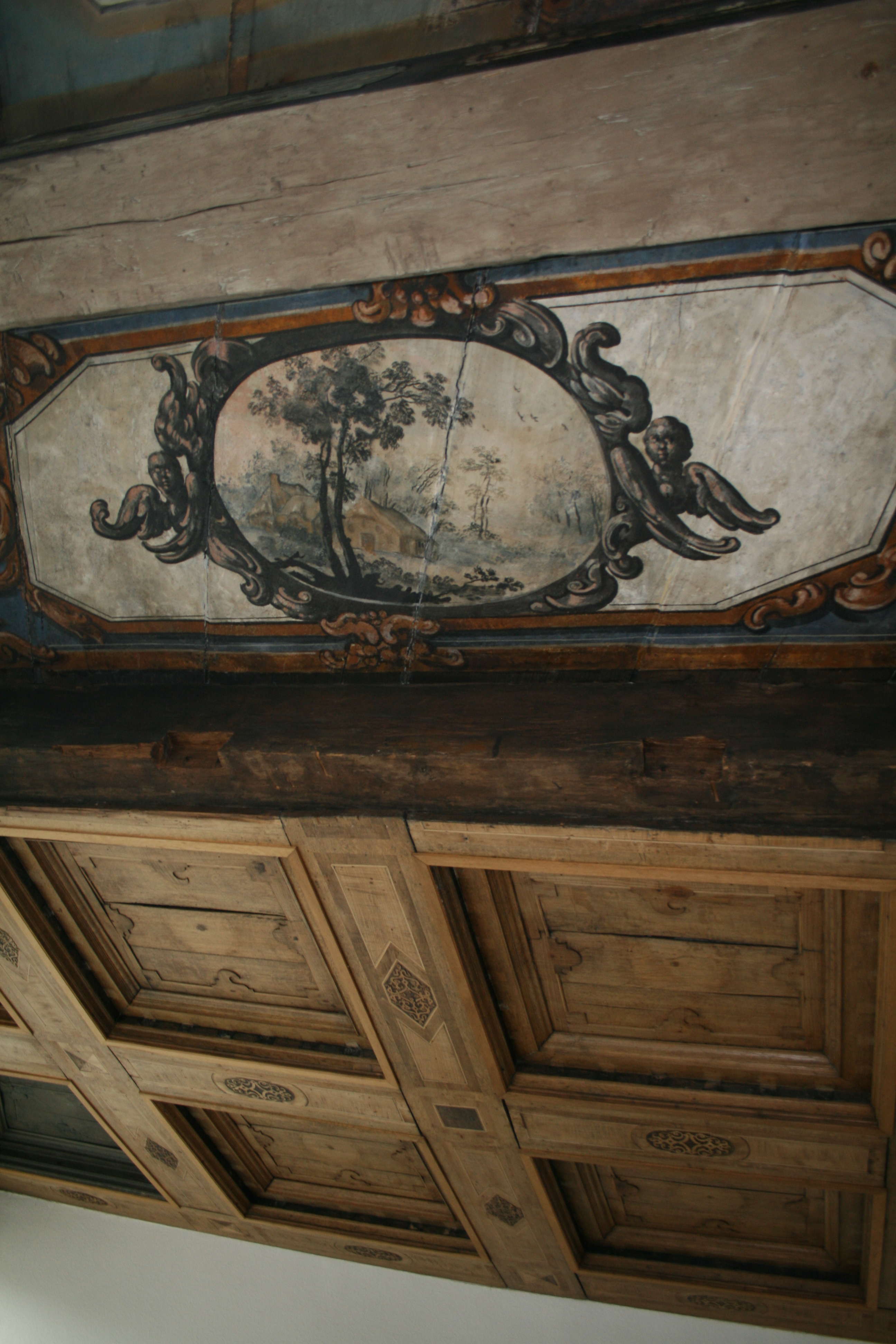
Nebeneinander der Kassettendecke von 1570 und der etwa 100 Jahre späteren Landschaftsmalerei im 1. Obergeschoss

Beachtenswert ist die Ausmalung. Dabei lassen sich drei Phasen nachweisen: Aus der Erbauungszeit stammt eine Wandmalerei im 2. Obergeschoss, die Jesus und seine Jünger auf dem Weg nach Emmaus zeigt. Darunter befindet sich Spruchband, dessen Text heute jedoch nicht mehr vollständig lesbar ist: O welck ein seliger dach das war: de jünger worden offenbar: do he en [...] Ebenfalls von 1570 ist ein Teil der Kassettendecke, die im 1. Obergeschoss freigelegt wurde. 1606 wurde die schlichte Deckengestaltung im 2. Obergeschoss durch eine ockerfarbene Malerei mit schwarzen Mauresken ersetzt, die eine Holzdecke mit Intarsien vortäuschen sollte. Um 1670 wurde die Decke im 1. Obergeschoss mit Landschaftskartuschen neugestaltet.